# Атлетик (футбольный клуб, Тетуан)
«Магреб Атлетик Тетуан» (араб. المغرب التطواني‎) — марокканский футбольный клуб из города Тетуан, выступающий в высшем дивизионе Марокко — Ботола. Основан в 1922 году.

## История
В 1917 году в Тетуане образовались два футбольных клуба — «Спортинг» (Sporting of Tetuán) и «Эль Испана-Марокко» (el Hispano-Marroquí). Через два года эти клубы слились в один — «Атлетик Клуб».
В колониальное время клуб из Испанского Марокко играл во Втором Дивизионе Испании (зона «Юг»), после победы в которой в сезоне 1950/51 годов он перешёл Премьер Лигу. После обретения независимости клуб разделился на две команды — «Атлетик Тетуан» и «Сеута».